# Werner Lorenz
Werner Lorenz (2. října 1891, Grünhof, Německé císařství – 13. května 1974, Düsseldorf, Západní Německo) byl veterán první světové války a německý důstojník Waffen-SS v hodnosti SS-Obergruppenführer und General der Waffen-SS und Polizei za druhé světové války, který velel hlavnímu úřadu pro spolupráci s etnickými Němci.

## Mládí a první světová válka
Narodil se 2. října roku 1891 v západopomořanském městě Grünhof jako syn lesníka. Po dokončení základního vzdělání nastoupil na vojenskou akademii, kterou dokončil během roku 1911. Následně vstoupil do armády jako důstojnický čekatel a byl zařazen k 1. pluku polního dělostřelectva "Prinz August von Preußen" (Feldartillerie-Regiment "Prinz August von Preußen" (1. Litthau.) Nr. 1), který spadal pod 2. německou divizi generálmajora Otto von Belowa.
Za nedlouho byl však od divize odvelen a jeho novým působištěm se mu stal 4. jízdní pluk myslivců (Jäger-zu-Pferd-Regiment Nr. 4) od 35. divize. Během roku 1914, kdy vypukla válka byl Lorenz povýšen do hodnosti poručíka (Leutnant) a v průběhu války vystřídal několik služebních postů, včetně různých štábních pozic.
Zhruba na přelomu války se Lorenz nechal převelet do královského pruského leteckého sboru, kde byl zařazen do pilotního výcviku. Ten dokončil během roku 1917 a následně byl přiřazen ke 6. polnímu leteckému oddílu (Feld-Flieger-Abteilung 6), kde sloužil až do konce války jako bojový pilot. Nutno podotknout, že v té době velel jeho leteckému oddílu budoucí generálporučík Luftwaffe za druhé světové války, Job-Heinrich von Dewall.
Se skončením války se Lorenz, již v hodnosti nadporučíka (Oberleutnant), rozhodl vstoupit do nově vznikajících jednotek Freikorps a působil u pohraniční jednotky s kterou bránil východní hranice Německa proti polským jednotkám.
Během své služby za války si vysloužil obě dvě třídy pruského železného kříže a pruský letecký odznak.

## Shrnutí vojenské kariéry

### Data povýšení
- Fahnenjunker-Gefreiter – říjen, 1911
- Fahnenjunker-Unteroffizier – 1913
- Leutnant – 1914
- Oberleutnant 1916
- SS-Sturmbannführer – 31. březen, 1931
- SS-Standartenführer – 7. červenec, 1931
- SS-Oberführer – 9. listopad, 1931
- SS-Brigadeführer – 3. červenec, 1933
- SS-Gruppenführer – 1. listopad, 1933
- SS-Obergruppenführer – 9. listopad, 1936
- General der Polizei – 15. srpen, 1942
- General der Waffen-SS – 9. listopad, 1944

### Významná vyznamenání
- Velký důstojnický kříž královského italského řádu sv. Mauricia a sv. Lazara
- Chorvatský řád koruny krále Zvonimira I. třídy s meči – leden, 1944
- Pruský železný kříž I. třídy – 11. březen, 1918
- Pruský železný kříž II. třídy – 12. září, 1914
- Královský pruský letecký odznak (První světová válka)
- Válečný záslužný kříž I. třídy s meči – 30. leden, 1942
- Válečný záslužný kříž II. třídy s meči
- Zlatý stranický odznak – 30. leden, 1936
- Gdaňský kříž I. třídy – 30. listopad, 1939
- Gdaňský kříž II. třídy – 30. listopad, 1939
- Sudetská pamětní medaile
- Medaile za Anschluss
- Kříž cti s meči
- Říšský sportovní odznak ve zlatě
- Sportovní odznak SA
- Bulharská válečná pamětní medaile s meči
- Maďarská válečná pamětní medaile s meči
- Rakouská válečná pamětní medaile s meči
- Služební vyznamenání NSDAP ve stříbře
- Služební vyznamenání NSDAP v bronzu
- Služební vyznamenání SS
- Čestný dýka Reichsführera SS
- Čestný prsten SS